# Esteban Boutelou y Agraz
Esteban Boutelou y Agraz (Aranjuez, 1776 - Sanlúcar de Barrameda, 1814), fou un agrònom i botànic espanyol d'ascendència francesa, germà del també botànic Claudio Boutelou (1774-1842). Va ser besnét del paisatgista francès Esteban Boutelou I, famós pel seu treball a Aranjuez, on va ser jardiner major des de 1716, i La Granja, i net d'Esteban Boutelou II, que va succeir el seu pare a Aranjuez.
Juntament amb el seu germà, va passar a estudiar a l'estranger i va ser professor del Reial Jardí Botànic de Madrid. Va publicar nombrosos articles al Semanario de Agricultura i en els Anales de Ciencias Naturales de Madrid mereixen particular menció els que porten per títol:
- Descripción y nombres de las diferentes especies de uvas que hay en los viñedos de Ocaña (1805);
- Sobre las variedades de Trigos, Cebadas y Centenos, cuyo cultivo te ha ensayado en Aranjuez (1807);
- Especies y variedades de Pinos que se crían en la Sierra de Cuenca (1806).

Col·Laborà amb el seu germà en el Tratado de la Huerta (1804), així com també amb molts articles inserits en les mencionades revistes:
- Añil; sobre los ensayos hechos en España, sus variedades, etc.;
- Expatriación y aclimatación de los vegetales;
- Experimentos y observaciones agronomicos sobre la cebada ramosa (1806);
- Ganado lanar mestizo logrado en Aranjuez;
- Memoria sobre el cultivo de la vid en Sanlúcar de Barrameda y Jerez de la Frontera (1807), i algunes d'altres.